# Triumph 10/20
Pour les articles homonymes, voir Triumph.
Les Triumph 10/20 et Triumph 13/35 sont des voitures de sport du constructeur automobile britannique Triumph, premières voitures de la marque produites à environ 2 500 exemplaires de 1923 à 1926.

## Historique
Cette voiture de sport des années 1920 est le premier modèle de voiture historique de Triumph, fabriquant de vélos et de motos de l'époque, présentée au salon de l'automobile de Londres 1923. Elle est conçue par Lea-Francis, avec des carrosseries berline, torpédo, tourer, ou coupé-roadster de style Skiff-runabout, avec siège de coffre en option,.  
La version Triumph 10/20 est propulsée par un moteur 4 cylindres en ligne Coventry Climax 1,4 L de 20 ch, à soupapes latérales, du motoriste britannique Harry Ricardo, pour une vitesse de 84 km/h, et de 1,9 L de 35 ch pour la version Triumph 13/35 de 1924, pour une vitesse de 100 km/h.
Ce modèle fait partie de l'histoire des premiers modèles des constructeurs automobiles britanniques, tels que Rolls-Royce 10 HP (1904), Rover 8 (1904), Aston Martin 1.5 litre (1913), Bentley EXP2 (1919), MG 'Old Number One' (1925), Jaguar SS1 (1931)...
La Triumph 15/50 (en) (Triumph Fifteen) lui succède en 1926.

## Quelques versions
- Triumph 10/20, moteur de 1 393 cm³ (10 CV fiscal et 20 ch)[5]
- Triumph 13/35, moteur de 1 872 cm³ (13 CV fiscal et 35 ch)[6]
- Berline Weymann quatre places.
- Tourer (4 places cabriolet)

## Hommage
La Triumph TR25 concept car de 2023 rend hommage aux 100 ans de cette première voiture de la marque.